# FM 92
FM 92 foi uma estação de rádio brasileira sediada em Fortaleza e outorgada em Caucaia, ambas cidades do estado do Ceará. Operava no dial FM, na frequência 92.9 MHz, e pertencia ao Grupo Cidade de Comunicação, conglomerado de mídia do empresário Miguel Dias de Souza. Foi inaugurada em 1992 sob o nome Tropical FM, e tinha uma programação voltada ao estilo popular.

## História
A então Tropical FM foi inaugurada em setembro de 1992 pelo empresário Miguel Dias de Souza, e seguia uma linha de programação popular, que na época vinha sendo adotada por outras rádios em Fortaleza. Em 1995, Miguel Dias inicia uma descentralização da administração das empresas do Grupo Cidade, sendo que a Tropical FM é repassada somente em 1997 para a sociedade dos empresários Francisco de Sousa Possidônio e Assis Monteiro. A nova administração foi o embrião para a criação da AM Produções, empresa de Assis. No mesmo ano, a Tropical passa a retransmitir parte da programação da Rede SomZoom Sat, mesmo com a concorrência entre Assis e Emanuel Gurgel no mercado do forró eletrônico. A afiliação teve o intuito de fazer com que outras rádios passassem a veicular uma programação voltada ao forró. A Tropical também já chegou a gerar programas da rede em seus estúdios.
Sob a nova gestão, a Tropical tinha uma grade de programação sem grandes custos e os locutores não recebiam salário, apenas comissões de 50% sob as cotas comerciais. A emissora também servia como divulgadora dos eventos da AM Produções. Devido aos problemas administrativos, a sociedade entre Assis e Francisco é rompida após três anos, e Assis passa a fazer diversas parcerias para poder sustentar o projeto sozinho, como acordos com bandas que não tinham espaço na cena local e realização de festas com apoio da AM Produções. A programação da Tropical passou a ser segmentada em 70% dedicada ao forró.
Em 2011, Assis Monteiro devolve a Tropical ao Grupo Cidade. Em maio, o cantor Wesley Safadão arrenda a emissora e lança uma nova programação, agora gerenciada pela F5 Produções. No entanto, o arrendamento dura até o mês de junho e a programação é retirada do ar sem aviso prévio. Em seu lugar, o Grupo Cidade lança a FM 92, um novo projeto sob administração própria, elaborado por Rodrigo Neto, Jusciano Páscoa e Jardani, e focado em programação popular.
Em 2012, a emissora registrou um crescimento de 128.2% em sua audiência, aparecendo entre as dez rádios mais ouvidas da região, além de liderar em algumas faixas horárias. Em 2013, o Grupo Cidade fecha uma parceria com a Rádio Beach Park para a retransmissão de sua programação através do dial FM, do qual a emissora havia se retirado há vinte dias. Com isso, em 31 de março, a FM 92 encerra a veiculação de sua programação, e no dia seguinte, a Beach Park passa a operar pela frequência.

## Locutores
- Evaldo Costa[6]
- Guido Albuquerque
- Gleidson Rocha
- Gleudson Rosa
- Juliana Ferraz
- Leyla Diogenes
- Marcos Rogério
- Jeanny Costa